# ルーベン・ウィルソン
ルーベン・ウィルソン（Reuben Wilson、1935年4月9日 - 2023年5月26日）は、アメリカのジャズ・オルガン奏者。ソウル・ジャズの伝統を受け継いでいる。アシッドジャズ・ミュージシャンの間で広くサンプリングされ、かつ影響力があり、アルバム『ガット・トゥ・ゲット・ユア・オウン』で最もよく知られている。

## 略歴
ウィルソンはオクラホマ州マウンズで生まれ、5歳のときに家族とパサデナに引っ越した。ドラマーのアル・バーティとロサンゼルスで演奏した後、ニューヨークに渡ってレコーディング・キャリアを始めた。ジャズ・ミュージシャンのメルヴィン・スパークスやウィリス・ジャクソンと演奏することに加えて、ウィルソンは地元のバンド、ウィルデア・エキスプレス（Wildare Express）を率いた。彼は認知症を発症する1970年代後半まで活動を続けた。2023年5月26日、ニューヨークにて肺がんによって亡くなった。88歳没。

## ディスコグラフィ

### リーダー・アルバム
- 『オン・ブロードウェイ』 - On Broadway (1968年、Blue Note)
- 『ラヴ・バグ』 - Love Bug (1969年、Blue Note)
- 『ブルー・モード』 - Blue Mode (1970年、Blue Note) ※1969年録音。『Organ Talk』として再発あり
- 『ア・グルーヴィー・シチュエーション』 - A Groovy Situation (1970年、Blue Note)
- 『セット・アス・フリー』 - Set Us Free (1971年、Blue Note)
- 『ザ・スウィート・ライフ』 - The Sweet Life (1972年、Groove Merchant)
- 『シスコ・キッド』 - The Cisco Kid (1973年、Groove Merchant)
- 『ガット・トゥ・ゲット・ユア・オウン』 - Got to Get Your Own (1975年、Cadet)
- Live at SOB's – The Official Bootleg (1996年、Jazzateria)
- Organ Donor (1997年、Jazzateria)
- Down with it (1998年、Cannonball)
- Blue Breakbeats (1998年、Blue Note) ※コンピレーション
- Organ Blues (2002年、Jazzateria)
- Boogaloo to the Beastie Boys (2004年、Scufflin')
- Fun House (2005年、Savant) ※2004年録音
- Movin' On (2006年、Savant)
- Azure Te (2009年、18th & Vine)
- Revisited (2011年、American Showplace Music)

### ウィルデア・エキスプレス
- 『ウォーク・オン・バイ』 - Walk On By (1970年、Brunswick) ※1967年–1968年録音

### グランドファーザーズ・オブ・グルーヴ
- The Masters of Groove – Meet Dr. No (2001年、Jazzateria)
- The Masters of Groove – Meet DJ-9 (2006年、Jazzateria)
- The Godfathers of Groove (2007年、18th & Vine)
- The Godfathers of Groove – 3 (2009年、18th & Vine)

### 参加アルバム
- ニューヨーク・ファンキーズ : 『ヒップ・ホップ・バップ!』 - Hip Hop Bop! (1995年、Meldac) ※with スタンリー・タレンタイン、エド・チェリー
- グラント・グリーン Jr. : 『ジャングル・ストラット』 - Jungle Strut (1997年、Venus)
- メルヴィン・スパークス : What You Hear Is What You Get (2001年、Savant)
- グラント・グリーン Jr. : Introducing G.G. (2002年、Jazzateria)